# Декамерон
„Декамерон“ (на италиански: Il Decamerone; на старогръцки: δέκα „десет“ + на старогръцки: ἡμέρα „ден“, буквално: Десетоднев) е сборник с новели на италианския писател, поет и важен ренесансов хуманист Джовани Бокачо. Сборникът е вдъхновен от събитие, белязало живота на Бокачо – чумната епидемия във Флоренция през 1348 г. Цели да изобличи множество негативни социални явления, сред които лицемерието на римокатолическите духовници. С това си произведение авторът утвърждава жанра на краткия прозаичен разказ в европейската литература. Произведението се смята за шедьовър на класическата ранна проза.

## Заглавие
Със заглавието Бокачо доказва познанията си в сферата на гръцката филология. „Декамерон“ е комбинация от две гръцки думи: δέκα, déka в превод десет и ἡμέρα, hēméra т.е. ден, което значи десет – дни. Периодът, в който героите разказват новелите е 10 дена. Първото заглавие е „Принц Галеото“, а пълното – „Започва книгата, наречена Декамерон, назовавана „Принц Галеот“, в която се съдържат 100 истории, разказни в течение на 10 дена от 7 дами и 3 младежи“. Това заглавие резюмира част от ранната история на творбата: търсен е компромис между заглавието, дадено ѝ от автора – Декамерон, и онова, с което става популярна – „Принц Галеот“. Идеята на автора е да противопостави човешкия свят (десетднева) на божественото творение – шестоднева.
Принц Галеот е герой на френски рицарски роман. Галеот е бил близък приятел на Ланселот и враг на крал Артур. Когато Галеот разбира, че Ланселот е влюбен в съпругата на Артур, пренебрегва собствените си чувства към врага си и урежда среща между неговия приятел и Гуиневир. На срещата е първата целувка между Гуиневир и Ланселот и тогава започва любовната афера между тях. Така постепенно името Галеот става синоним на сводник. В своята „Божествена комедия“ („Ад“, песен V) Данте отбелязва, че прочитането на тази книга е станало причина за любовта между Франческа и Паоло и за тяхното грехопадение.

## Сюжет
Голяма част от личността на автора се формира през 10-годишния му престой в Неапол, където получава много високо образование и се запознава с гръцката митология. Там преживява ред съдбоносни любовни връзки, като една от тях е с Мария Аквинска, която остава любовта му за цял живот. Джовани решава, че ще обезсмърти любимата си в творчеството си точно както Дантевата Беатриче и Лаура на Петрарка. Така се появява бокачовата Фиамета.
Сборникът „Декамерон“ съдържа 100 новели, разказани в рамките на 10 дни от десет души. Различните истории в „Декамерон“ варират от еротичното до трагичното, отчасти остроумни и шеговити, но определено уроци, които поучават.
В Италия по време на чумната епидемия във флорентинската църква „Санта Мария Новела“ на утринната служба се срещат седем млади дами – всички, свързани помежду си било то по роднинство, по дружба или по съседство. След службата започват да разговарят и една от тях предлага на останалите да избягат от града и от страшните гледки и мисли. Всички приемат идеята, но най-разсъдливата от тях отбелязва, че няма да се справят сами без мъже. „Истина е, че мъжете са разумът на жените; без тяхното ръководство нашите начинания много рядко стигат до добър край“  В този момент в църквата влизат трима младежи, които сред всеобщата бъркотия търсят като утеха да зърнат своите дами, а те и трите по една случайност се оказват измежду споменатите седем. Останалите са техни роднини. Момичетата извикват младежите при тях и решават да им споделят намеренията си. Те от своя страна приемат с радост да избягат с тях. Така постъпват по най-добрия възможен начин, по който могат да спасят живота си. Бягат от грозните картини на чумата и опасността и се отдават на веселие. Въпреки че са млади мъже и жени, те не пристъпват границата на благоприличието. Има ред, а не хаос. Не прекаляват с нищо и се водят от разума. Отиват на недостъпно място в извънградско имение в продължение на две седмици. Мястото е приказно, заобиколено от зеленина и прелестни градини. Разбират се помежду си, че дните им ще бъдат изпълнени само с веселие, смях и песни. За да преминават вечерите по-забавно, всеки член трябва да разказва по една история, с изключение на един ден в седмицата за домакинска работа и светите дни, в които изобщо не работят, т.е. десет вечери за разказване на истории. Всеки от десетте герои е определен за крал или кралица за един от десетте дни. Правомощията на краля или кралицата стигат до избора на тема за историите за съответния ден и организирането на заниманията през деня – хранене, забавления, разказване. Темите са свързани със силата на съдбата, силата на човешката воля, любовни истории, които завършват трагично и такива, които завършват щастливо, но темите за любовта и изобличаването на църквата и лицемерните ѝ служители се отличават сред останалите. Само Диней, който обикновено разказва десетата история, всеки ден има право да си избира тема по свой вкус благодарение на остроумието си. Изолирани от чумата, десетимата младежи си разказват истории с удоволствие, като така изместват вниманието си от застрашаващата ги опасност. Смисълът на техните разкази разкрива хуманистичния светоглед на Бокачо, който се характеризира със засиления интерес към чувствения свят на човека.
Някои изследователи смятат, че част от историите, за които няма предишен източник, може би са били разпространявани в устната традиция по онова време, като Бокачо е първият за когото е известно, че ги е записал. Самият той казва, че една от историите е чул като дете от възрастна жена. Също така често комбинира две или повече истории в едно. Освен това много от героите действително са съществували. В историите често умишлено са премълчавани исторически и географски факти.

## Разказвачи
Разказвачите представляват колоритен колективен портрет. Авторът прави опити да ги индивидуализира, но липсва физическо портретуване, изява на характерите им или индивидуализация на речта им. Бокачо отбелязва, че имената на героите са условни, за да им спести по-късно неудобството от чутото или от това, което сами са разказвали. „Не бих желал в бъдеще никоя от тях да бъде посрамена заради онова, което те ще разкажат или чуят по-нататък; Не бих искал също така да дам повод на завистниците – винаги готови да ухапят хората с примерен живот – да хвърлят петно върху честта на тези дами със своите недостойни брътвежи“ 
Никоя от дамите няма повече от двадесет и осем години, никоя не е по-млада от 18 г. и всички са от знатен род, хубавици, умни, благонравни и почтени.
- Пампинеа – първата и най-възрастната. Името значи „буйна“, „жизнена“
- Фиамета – дъщерята на неаполитанския крал Робер Анжуйски Мария Аквинска – първата голяма любов на Бокачо
- Филомена – според някои означава „певицата“, според други – „любвеобилната“; жената, на която е посветен Филострат; тя е най-разсъдливата
- Емилия – значи „ласкателката“; със същото име е главната героиня в Тезеида
- Лаурета – опърничавата Дафне, която Аполон превърнал в лавър
- Неифила – според коментаторите на Бокачо Неифила означава „любвеобилното момиче“; най-млада сред дружината
- Елиса – „изоставената"

Сред мъжете най-младият е не по-малко от 25 г.. И тримата младежи са любезни и благовъзпитани.
- Панфилий – означава „целият изтъкан от любов“
- Филострат – „сломеният от любов“
- Дионей – „сластолюбивият“; изпъква сред всички с веселия си нрав и остроумие

- Франц Уитърхалер, 1837 г.
- Северин Фалкман, 1870 г.
- Рафаело Сорби, 1876 г.
- Джон Уилям Уотърхаус, 1916 г.

## Повествователна рамка
В книгата има авторово въведение, в което Бокачо пояснява литературното начинание, което е предприел. Започва да пише на народен тоскански говор. Това въведение е писано впоследствие, като пояснява, че е достойно нещо да помагаш на страдащия, а най-изстрадали са жените, които нямат с кого да споделят преживяванията си. Той много хитро се прицелва към една конкретна читателска аудитория – жените. Вярва, че именно те много повече ще повярват и ще разберат историите му. Вярва, че с четенето на такива истории дамите ще облекчат своите страдания и ще намерят приятно забавление и поука.
Повествователната рамка е на макрониво. Първият ден започва с разказа за чумната епидемия във Флоренция. Документалното описание е най-пълният авторски текст в цялото произведение. Бокачо говори от свое име, като човек, преживял страшното изпитание. След това 10 дена се разказват истории, а мястото на действието е затворената централна градина на имението. Във всяка новела има ясна ситуация на разказване. Външният кръг на рамката е кръгът на разказването – същинската рамка. Включва в себе си всички части в сборника. А вътрешния кръг е самото разказано. В сборника героите живеят, за да разказват. Има дни, в които няма строго определена тема. В първия ден темата е за недобродетелни хора – героят е отъждествен като най-лошият, докато последната стотна новела е за жена (Гризелда) – бедна дама, понасяща всички мъки, които мъжът ѝ причинява, но със смирение. Движението в „Декамерон“ е по аналогия на „Божествена комедия“ на Данте – от разкази за лоши хора към такива за добри герои. Първата новела е ракзазана от Памфилий за месаря Чепарело, вършил доста нечисти неща. Замисълът е да се даде пример за Божието милосърдие и проницателност. Чепарело към чужди жени не посяга, но няма против към млади момчета – хомосексуалността също е водеща тема. Чепарело означава „дънер“, „пън“, но го наричат Чапелето, което означава „венец“ – това преименуване е знак за неговата промяна.
В сборника има авторски обръщения към читателя, които придават завършеност, а и позволяват на писателя да наблегне върху някои идеи, които иначе биха убягнали на читателя.

## Ренесансовата идея за човека
Произведението, съдържащо в себе си чертите на Ранния ренесанс, а именно оптимизма и любовта като движеща сила, е отражение на хуманистичния светоглед на Бокачо. Засиленият интерес към чувствения свят на човека и пълното признаване на човешката индивидуалност са само част от основните черти на текста, които могат да се проследят и в двете сюжетни линии – на разказвачите и на героите в новелите. 
В повечето от разказите от първия ден взима отношение към основните проблеми на своята епоха, в това число и към църквата и религията. Първата новела е ключова за разбиране отношението на Бокачо към новия тип човек. Неговият Чепарело не изпитва никакъв страх от адските мъки и е носител на нов тип морал, който се противопоставя на традициите на християнската добродетелност. Този ранноренесансов човек е изобретателен, дързък, разкрепостен, независим от религиозните догми. 
В „Декамерон“ е представено новото отношение към жените – разликата между Средновековието и Ренесанса. Широко смятано е, че младите жени следва да представляват 4-те основни добродетели (благоразумие, справедливост, умереност и твърдост) и 3-те теологични добродетели (вяра, надежда и любов). Младите дами са непостоянни и вироглави, а Дионей дори твърди, че групата им се основава благодарение на женския разум, а не на мъжете. Женските персонажи в новелите са тактични, остроумни и достойни – добродетелите на Ренесанса. Бокачо се опитва да равнопостави жените и мъжете. 
В новата епоха отношението към Църквата се променя изцяло. В ренесансовата култура теоцентризмът отстъпва на антропоцентризма. Вярата в Бог остава силна, но отношението към Църквата се променя. Човекът започва да се смята за центъра на света. Църковните ритуали са обявени за самоцелни. Бокачовите думи осмиват лицемерните свещеници и монаси като хора, които не служат на Бога, а само на себе си. Същото показват и новелите, където църковните служители винаги са разобличени – с нищо не се различават от обикновените хора. Те също търсят задоволяване на любовта си с цената на всичко. Отмъщението е един от белезите на ренесансовия човек. То е често срещано в разказите на младежите. В отминалата епоха е средство, използвано от боговете, докато сега с него си служи човекът.

## Еротичната тема в творбата
Любовта може да бъде не само тържество на волното чувство и на изобретателността, но и трагичен епизод от живота в условията на развихряне на раннобуржоазния индивидуализъм и егоизъм – новелите от Ден 4 – темата за нещастната любов. Тези новели са написани в традиционния за епохата „жалостив стил“ и целят да предизвикат дълбок емоционален отклик у читателя. В любовта героите на Бокачо са личности. Доказват себе си. Произхождат от всички възможни обществени слоеве. Те са граждани и селяни, търговци и занаятчии, крадци и проститутки. От социалното „дъно“ – до светския и църковен елит – всички са представени. До епископите и архиепископите стоят обикновени монаси и монахини. И всички те са подвластни на любовта, греховно изкусени от нейните природни страсти. Бокачо никъде не акцентира върху еротиката, дори се подиграва с нея и по този начин я лишава от съблазън и сладострастие. По същия начин изобличава и други пороци от светския живот. „Декамерон“ е критика, сатира на действителността.

## Адаптации

### Кино и телевизия
- Decameron Nights (1924): британско-немски ням филм, базиран на три от разказите, реж. Хърбърт Уилкокс, участват Лайънъл Баримор, Айви Дюк и Вернер Краус.

- Decameron Nights[5] (Декамеронски нощи) (1953) – историята комбинира части от предполагаемия живот на Джовани Бокачо (в ролята: Луи Джорджан) и три от най-известните новели за любовта (Новела 9 и 10 от Ден 2 и Новела 9 от Ден 3). Филмът – американска драма е режисиран от Хюго Фригонезе. Сюжетът е добра комбинация на фрагменти от предполагаемия живот на самия Бокачо и три от новелите от „Декамерон“. Бокачо следва Фиамета до вила в провинцията, където тя заедно с пет други дами – контесата, Пампинеа и три прислужници се опитват да се скрият. Наскоро станалата вдовица Фиамета, която е считана за първата голяма любов на Бокачо, разказва любовни истории. Бокачо прави усилия да я спечели с две истории. Едната е „Пиратът Паганино“ – млада съпруга, омъжена за възрастен джентълмен, който предпочита астрологията пред красотите на брака, позволява на млад пират да я отвлече, за да даде урок на съпруга си. Втората история е „Облог на добродетелта“ – възрастен търговец губи вяра в красивата си млада съпруга. Млад мошеник го предизвиква на облог за добродетелта на съпругата му. Третата история е разказана от Фиамета – „Дъщерята на доктора“ – Изабела, съпруга на Бертрандо, който се е оженил за нея по волята на краля му, я гони и тя се оказва на кръстопът.
- Archandel Gabriel a paní Husa (1965) – анимационен куклен филм на Жири Тринка, базиран на Новела 4, ден 2.
- Il Decameron (Декамерон) (1971) – трагикомедия на режисьора Пиер Паоло Пазолини по собствен сценарий. Това е първият филм от трилогията на Пазолини, влючваща още „Кентърбърийски разкази“ и „Цветът на Хиляда и една нощ“. Сюжетът е базиран на девет от новелите в сборника „Декамерон“
- Virgin Territory (Територия на девици) (2007) – романтична комедия на реж. Дейвид Лиланд, която дава свеж и новаторски поглед към класическия роман на Джовани Бокачо.
- Meraviglioso Boccaccio (Чудният Бокачо) (2015) – италиански игрален филм на Паоло и Антонио Тавиани. Действието ce развива във Флоренция през 13 веĸ. Tогава е периодът на смъртоносната епидемия наречена „Черната смърт“, ĸоято е причината десет тийнейджъри да избягат от дома си. Загубили надежда за спасение, те решават да потърсят подслон на друго място, ĸъдето да ca в безопасност. Hапълно сами и уплашени, младежите ca останали единствено със своето въображение, ĸоето ги ĸрепи и затова ce разбират всеĸи ден няĸой от тях да разĸазва по една история.
- The Little Hours (Малките часове) (2017) – американски комедиен филм на реж. Джеф Баена, който комбинира новели от третия ден на „Декамерон“ и по-точно втора и трета.

### Театър
- Декамерон, или кръв и страст – постановка на Александър Морфов по произведението на Бокачо
- All's Well That Ends Well („Добрият край оправя всичко“), пиеса на Уилям Шекспир от 1605 г., базирана на Новела III, ден 9. Вероятно Шекспир за първи път е прочел френски превод на приказката в Palace of Pleasure (Двореца на удоволствията) на Уилям Пейнтър. Залогът на Постумус за целомъдрието на Имоджин в трагедията на Шекспир Cymbeline е взет от английския превод на немска приказка от 15 век, „Frederyke of Jennen“, чийто основен сюжет идва от Новела II, ден 9.
- Лопе де Вега адаптира най-малко дванадесет истории от „Декамерон“ в театъра, някои от които са:
  - El ejemplo de casadas y prueba de la paciencia, базирана на Новела X, ден 10, който е най-популярният разказ на Декамерон през 15 – 17-ти век
  - Discreta enamorada, базиран на Новела III, ден 3
  - El ruiseñor de Sevilla, базиран на части от Новела V, ден 4
- 2 пиеси на Молиер: L'école des maris  („Училище за съпрузи“) (1661), базирана на Новела III, ден 3, и George Dandin ou le Mari confondu („Обърканият съпруг“), Новела VII ден 4. И в двете истории съпругът е убеден, че случайно е причинил самоубийството на жена си.
- The Widow („Вдовицата“) – пиеса на Томас Мидълтън, базирана на Новела II, ден 2 и Новела III, ден 3.
- Nathan der Weise („Натан мъдрия“) (1779) – пиеса на Готхолд Ефраим Лесинг, в чиято основа е Притчата за пръстена от Новела I, ден 3.
- The Falcon („Соколът“) (1879) – пиеса на Алфред, лорд Тенисън, базирана на Новела V, ден 9

### Опера
- Апостоло Дзено (венециански писател) – пише либрето за операта Griselda през 1701 г., базирана отчасти на Новела X, ден 10, и отчасти на театралната ѝ адаптация на Лопе де Вега El ejemplo de casadas y prueba de la paciencia. Различни комппозитори пишат музика за либретото: Карло Франческо Полароло (Griselda, 1701), Томазо Абинони (Griselda, 1703), Антонио Мария Бонончини (Griselda, 1718), Алесандро Скарлати (Griselda, 1721), Джовани Бонончини (Griselda, 1722) and Антонио Вивалди (Griselda, 1735)
- Джузепе Петрозинели в либретото си за комичната опера на Доменико Чимароза L'Italiana in Londra („Италианката в Лондон“) използва историята за хелиотропа (кървавия камък) от Новела VIII, ден 3.

### Музика
- Балада 269 „Lady Diamond“ от сборника Child Ballad от 305 английски и шотландски балади и техните американски варианти, съставена от Франсис Джеймс Чайлд, е базирана на Новела IV,  ден 1.

### Проза
- The Clerk's Tale на Джефри Чосър – Новела X, ден 10
- Jew, Мартин Лутер – преразказва Новела I, ден 2: евреини се превръщат в католицици, след като посещават Рим и виждат корупцията на католическата йерархия. Но във версията на Лутер (откриваема в "Table-talk #1899") Лутер и Филип Меланхтон се опитват да убедят евреите да не посещават Рим.
- Griseldis (1694) – роман в стихове на Шарл Перо, включен по-късно в сборника му от 1697 г. Histoires ou contes du temps passéт, е базиран на „Историята на Гризелда“ (Новела X, ден 10)
- A Tale of a Tub (1704) – първа голяма публикувана творба на Джонатан Суифт, използва Новела I, ден 3

### Поезия
- "The Clerk's Tale" („Разказът на чиновника“) на Джефри Чосър вероятно се базира на историята за търпеливата Гризелда (Новела X, ден 10), макар че според някои учени Чосър може да не е бил пряко запознат с „Декамерон“ и вместо това го е извлякъл от латински превод/преразказ на тази история от Петрарка.
- Isabella, or the Pot of Basil („Изабела, или Саксията с босилек“) (1818) – наративната поема на Джон Кийтс, заимствана от историята за Лизабета и нейната саксия с босилек (Новела IV, ден 5).
- "Ginevra" – феагмент от стихотворение на Пърси Биш Шели, което той е взел от първия том на италианска книга, наречена „L'Osservatore Fiorentino“. Сюжетът на тази книга на свой ред е взет от Новела X, ден 4.
- "The Falcon of Ser Federigo" („Соколът на сер Феедериго“) – поема на Хенри Уадсоурт Лонгфелоу, включена в сборника му от 1863 г. Tales of a Wayside Inn, е адаптация на Новела V, ден 9,